# Scafell Pike
Scafell Pike is met een hoogte van 978 meter de hoogste bergtop van Engeland.
De berg maakt deel uit van de Scafells in het Lake District National Park in Cumbria. 
Scafell Pike is een van de drie Britse bergen die deel uitmaken van de "National Three Peaks Challenge": dit is een uitdaging om binnen 24 uur de drie bergen te bestijgen, te weten de Ben Nevis, de hoogste top in Schotland, de Snowdon, de hoogste top in Wales en de hiervermelde Scafell Pike als hoogste top in Engeland.